# Phegopteris austro-ussuriensis
Phegopteris austro-ussuriensis là một loài dương xỉ trong họ Thelypteridaceae. Loài này được Kom. mô tả khoa học đầu tiên năm 1925.
Danh pháp khoa học của loài này chưa được làm sáng tỏ. 